# Markus Steuerwald
Markus Steuerwald (* 7. März 1989 in Wolfach) ist ein ehemaliger deutscher Volleyball-Nationalspieler. Seit 2022 ist er also Co-Trainer aktiv. 

## Karriere
Vor seinem Wechsel zum VfB Friedrichshafen spielte Markus Steuerwald für den TV Hausach sowie für den VC Offenburg. In der Saison 2006/07 rückte er in die erste Mannschaft des VfB Friedrichshafen und entwickelte sich dort rasch zu einer festen Größe. In dieser Spielzeit gewann er mit dem VfB das Triple aus deutscher Meisterschaft, DVV-Pokal und Champions League. Er wurde daraufhin auch in die deutsche Nationalmannschaft berufen und erreichte mit ihr bei der Europameisterschaft 2007 den fünften Platz. 2008 wurde Steuerwald mit Friedrichshafen erneut deutscher Meister und Pokalsieger. 2009 und 2010 konnte er den deutschen Meistertitel erfolgreich verteidigen. Mit der Nationalmannschaft erreichte Steuerwald bei der EM 2009 den sechsten Platz. Seit 2010 spielte Steuerwald bei Paris Volley in der französischen Liga Pro A. Bei den Olympischen Spielen in London 2012 erreichte er den fünften Platz und wurde als bester Libero des Turniers ausgezeichnet. Bei der Europameisterschaft 2013 belegte er mit dem deutschen Team den sechsten Platz. 2014 gewann er mit Paris den CEV-Pokal. Bei der WM in Polen gewann er mit der Nationalmannschaft die Bronzemedaille. 2016 wurde Steuerwald mit Paris französischer Meister und kehrte anschließend zurück zum VfB Friedrichshafen, mit dem er dreimal in Folge den DVV-Pokal gewann. 2021 beendete er seine aktive Karriere.
In der Saison 2023/24 war Steuerwald Co-Trainer beim Frauen-Bundesligisten Dresdner SC. Anschließend wechselte er als Co-Trainer zu den Berlin Recycling Volleys.

## Privates
Steuerwalds Bruder Patrick ist ebenfalls Volleyball-Nationalspieler. 